# ورزش در ارمنستان

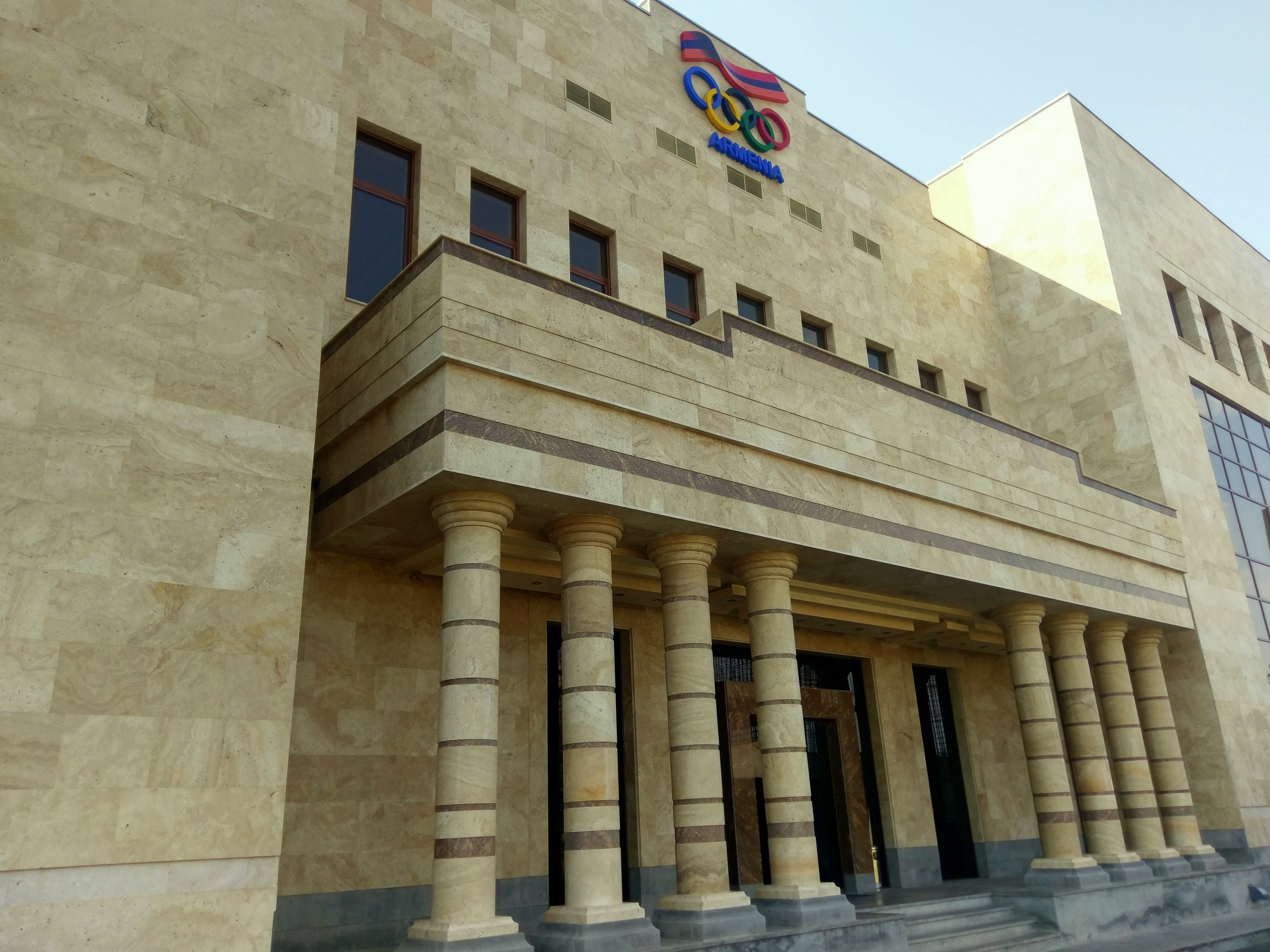
المپاوان، مجموعه آموزشی کمیته المپیک ارمنستان در ایروان

رشته‌های مختلف ورزشی در ارمنستان انجام می‌شود. ورزش‌های محبوب در ارمنستان شامل فوتبال، بسکتبال، والیبال و هاکی است. علاوه بر این، این کشور ورزشکارانی در رشته‌های مختلف ورزشی از جمله بوکس، کشتی، وزنه‌برداری، جودو، ژیمناستیک، دو و میدانی، غواصی، شنا و تیراندازی به بازی‌های المپیک می‌فرستد. زمین‌های کوهستانی ارمنستان فرصت‌های زیادی را برای انجام ورزش‌هایی مانند اسکی و سنگ نوردی فراهم می‌کند. به عنوان یک کشور محصور در خشکی، ورزش‌های آبی را می‌توان فقط در دریاچه‌ها، به ویژه دریاچه سوان، انجام داد. از نظر رقابتی، ارمنستان در شطرنج، وزنه‌برداری و کشتی در سطح بین‌المللی بسیار موفق عمل کرده‌است. ارمنستان همچنین با عضویت کامل در اتحادیه انجمن‌های فوتبال اروپا (یوفا)، فدراسیون باندی بین‌المللی (FIB) و فدراسیون بین‌المللی هاکی روی یخ (IIHF) عضو فعال جامعه ورزشی بین‌المللی است. این کشور همچنین میزبان بازی‌های پان‌ارمنی است.

## المپیک

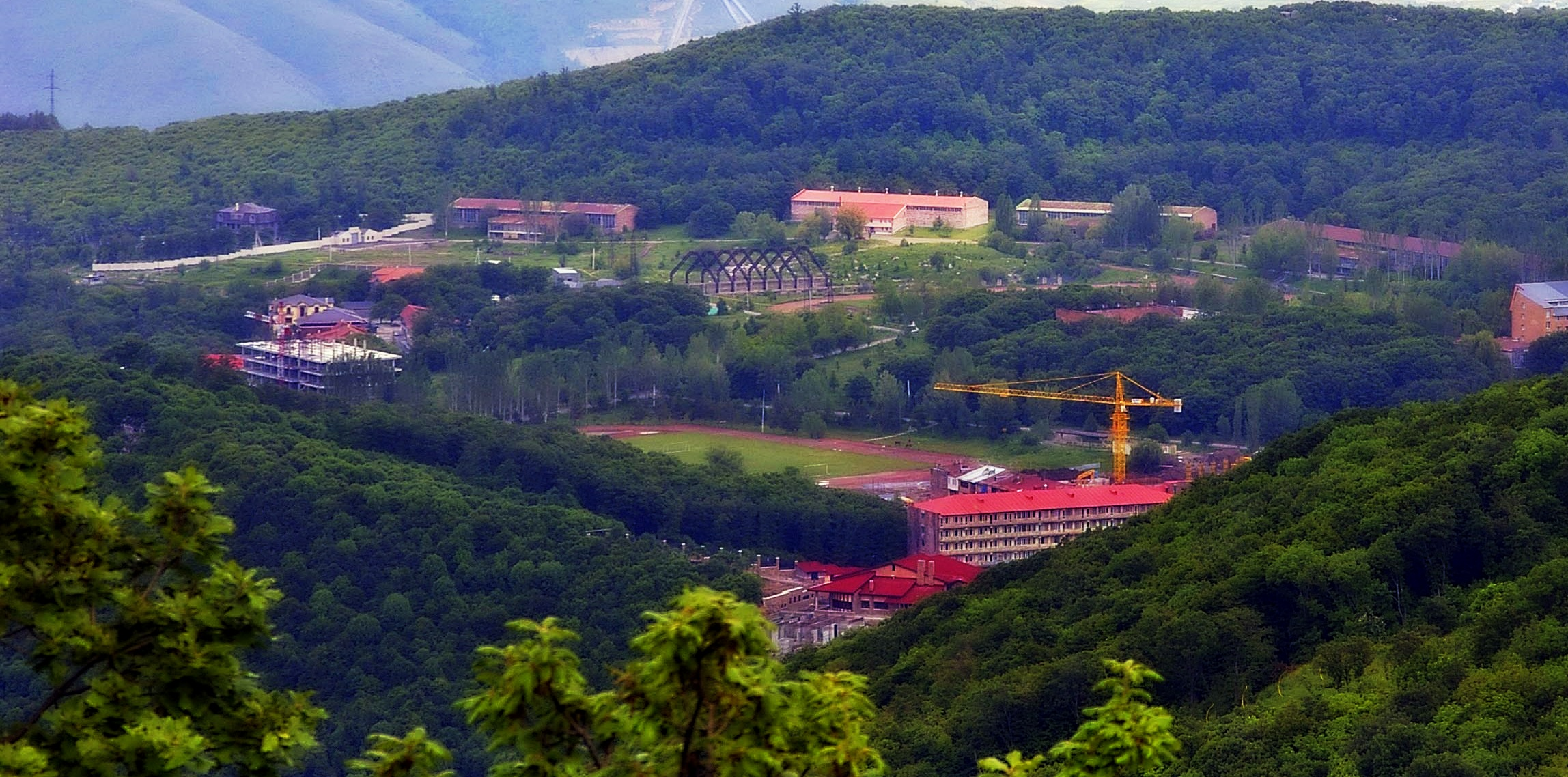
مجموعه ورزشی المپیک تساغکادزور در ارمنستان

قبل از ۱۹۹۲، ارمنی‌ها به نمایندگی از اتحاد جماهیر شوروی در المپیک شرکت می‌کردند. به عنوان بخشی از اتحاد جماهیر شوروی، ارمنستان بسیار موفق بود، و مدالهای زیادی را بدست آورد و به اتحاد جماهیر شوروی (شوروی) کمک کرد تا در المپیک در موارد مختلف جدول رده‌بندی مدالها را بدست آورد. اولین مدال کسب شده توسط یک ارمنی در تاریخ مدرن المپیک توسط هرانت شاهینیان (که گاهی اوقات با نام گرانت شاگینیان هجی می‌شود) بود که در بازی‌های المپیک تابستانی ۱۹۵۲ در هلسینکی در رشته ژیمناستیک دو طلا و دو نقره گرفت.
ارمنستان به‌طور مستقل برای اولین بار در بازی‌های المپیک تابستانی ۱۹۹۲ در بارسلونا، تحت تیم کشورهای مستقل همسود شرکت کرد، جایی که بسیار موفق بود. با وجود تنها پنج ورزشکار، ارمنی‌ها ۴ مدال کسب کردند. هراچیا پتیکیان در تیراندازی تیز، ایسرائیل میلیتوسیان در وزنه‌برداری طلا و در کشتی میناتسکان اسکندریان طلا و آلفرد تر-مکرتچیان نقره گرفت. از زمان بازی‌های المپیک زمستانی ۱۹۹۴ در لیلهامر، ارمنستان به عنوان یک کشور مستقل شرکت کرده‌است.
ارمنستان در بازی‌های المپیک در بوکس، شمشیربازی، کشتی، وزنه‌برداری، جودو، ژیمناستیک، دو و میدانی، غواصی، شنا، و تیراندازی شرکت داشته‌است. همچنین در بازی‌های المپیک زمستانی در رشته‌های اسکی آلپاین، اسکی صحرانوردی و اسکیت نمایشی شرکت می‌کند.

## ورزش‌های محبوب

### فوتبال

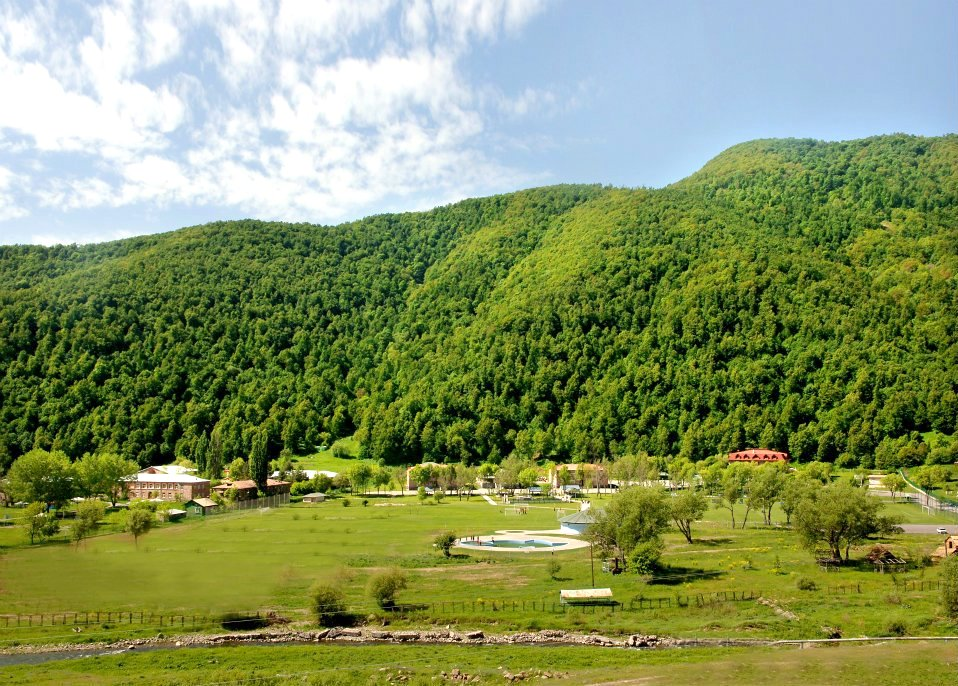
اردوی آماده‌سازی فوتبال زپیور در استان کوتایک

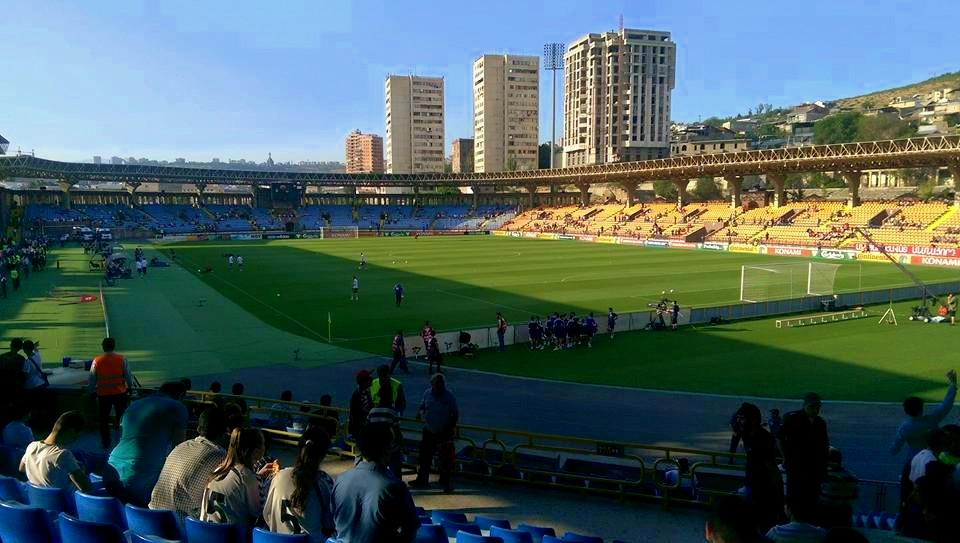
ورزشگاه جمهوری وازگن سرکیسیان

ارمنستان قبلاً در سطح بین‌المللی به عنوان بخشی از تیم ملی فوتبال شوروی بازی می‌کرد. موفق‌ترین تیم آنها باشگاه فوتبال آرارات ایروان بود که در ۱۹۷۳ عنوان قهرمانی اتحاد جماهیر شوروی را کسب کرده بود و همچنین در جام حذفی ۱۹۷۴–۷۵ به پیروزی خانگی مقابل باشگاه فوتبال بایرن مونیخ رفته بود. تیم ملی فوتبال ارمنستان اولین بازی رسمی خود را مقابل تیم ملی فوتبال مولداوی انجام داد. تیم ملی توسط فدراسیون فوتبال ارمنستان کنترل می‌شود. لیگ برتر ارمنستان برترین رقابت فوتبال ارمنستان است. این لیگ در حال حاضر از هشت تیم تشکیل شده‌است.

### شطرنج
شطرنج همچنان محبوب‌ترین ورزش ذهنی در ارمنستان و همچنین به‌طور کلی در بین محبوب‌ترین ورزش‌ها است. این ورزش در ارمنستان و در دیاسپورای ارمنی که مدارس ارمنستان آن را به عنوان یک فعالیت درسی تشویق می‌کنند بسیار گسترش یافته‌است. شطرنج بازان قومی ارمنستان در صحنه شطرنج بین‌المللی بسیار موفق عمل کرده‌اند. از شطرنج بازان مشهور ارمنستان می‌توان به تیگران پطروسیان، لوون آرونیان، ولادیمیر آکوپیان، گابریل سارگیسیان، سرگئی موسیسیان و رافائل واهانیان اشاره کرد. شطرنج باز افسانه ای گری کاسپاروف نیز ارمنی‌تبار است.

## سایر ورزشهای در حال رشد
- تیم ملی هاکی روی یخ ارمنستان توسط فدراسیون هاکی روی یخ ارمنستان اداره می‌شود. آنها میزبان مسابقات گروه ۳، گروه B مسابقات جهانی ۲۰۱۰ بودند.
- در تلاش برای ترویج اسکیت نمایشی و هاکی روی یخ در ارمنستان، مدرسه ورزشی اسکیت نمایشی و هاکی ایروان در دسامبر ۲۰۱۵ در ایروان افتتاح شد.[۲]

## تلاش‌های بازسازی مدرن
از سال ۲۰۱۶، دولت ارمنستان سالانه حدود ۳٫۸۳ میلیون دلار برای ورزش اختصاص می‌دهد و آن را به وزارت ورزش و جوانان می‌دهد، نهادی که تعیین می‌کند کدام برنامه‌ها باید از این بودجه بهره‌مند شوند.

## مطالعه بیشتر
- "Various Indiv - Individual statistics - Armenia - Men - The Sport.org".